# Самара
Самара (рус. Самара) град је у Русији и административни центар Самарске области. Налази се на ушћу реке Самаре у Волгу. Према попису становништва из 2010. у граду је живело 1.164.896 становника, што га чини       6. највећим градом у Русији. Агломерација Самара-Тољати-Сизран у Самарској области има више од три милиона становника.
Град је основан 1586. Од 1935. до 1991. носио је име Кујбишев по Валеријану Кујбишеву, совјетском политичару. У време Другог светског рата био је резервна престоница Совјетског Савеза када су Немци угрозили Москву.

## Географија
Град се налази насупрот Самарског лука, на левој обали Волге, између ушћа река Самаре и Сок у Волгу. Пружа се у меридијанском правцу у дужини од 50 км и шиином од 20 км. Удаљен је од Москве око 850 km југоисточно. Површина града износи око 541 km².

### Клима
Клима је умерено континентална. Од севера ка југу постоје могућности појаве израженије суше. Разлика између просечних месечних летњих и зимских температура достиже 31 °C. Максимална количина падавина је достигнута у месецу јулу и јуну. Зими преовладава јужни ветар, у пролеће и лето - на северу, у јесен - југозападу и на југу.
- Просечна годишња температура је + 5,7 °C;
- Просечна годишња брзина ветра је 3,3 м/с;
- Просечна годишња влажност ваздуха је 74%;

| Клима Самаре                                                                         | Клима Самаре  | Клима Самаре  | Клима Самаре  | Клима Самаре | Клима Самаре | Клима Самаре | Клима Самаре | Клима Самаре | Клима Самаре | Клима Самаре | Клима Самаре  | Клима Самаре  | Клима Самаре  |
| Показатељ \ Месец                                                                    | .Јан.         | .Феб.         | .Мар.         | .Апр.        | .Мај.        | .Јун.        | .Јул.        | .Авг.        | .Сеп.        | .Окт.        | .Нов.         | .Дец.         | .Год.         |
| ------------------------------------------------------------------------------------ | ------------- | ------------- | ------------- | ------------ | ------------ | ------------ | ------------ | ------------ | ------------ | ------------ | ------------- | ------------- | ------------- |
| Апсолутни максимум, °C (°F)                                                          | 4,2 (39,6)    | 6,8 (44,2)    | 16,6 (61,9)   | 31,1 (88)    | 34,4 (93,9)  | 38,4 (101,1) | 39,0 (102,2) | 36,9 (98,4)  | 33,8 (92,8)  | 26,0 (78,8)  | 14,6 (58,3)   | 7,3 (45,1)    | 39,0 (102,2)  |
| Средњи максимум, °C (°F)                                                             | −7,8 (18)     | −6,8 (19,8)   | −0,4 (31,3)   | 11,8 (53,2)  | 20,7 (69,3)  | 24,9 (76,8)  | 26,2 (79,2)  | 24,1 (75,4)  | 17,8 (64)    | 8,7 (47,7)   | −0,6 (30,9)   | −5,4 (22,3)   | 9,5 (49,1)    |
| Просек, °C (°F)                                                                      | −11,1 (12)    | −10,4 (13,3)  | −4,1 (24,6)   | 6,9 (44,4)   | 14,8 (58,6)  | 19,4 (66,9)  | 20,9 (69,6)  | 18,6 (65,5)  | 12,9 (55,2)  | 5,1 (41,2)   | −2,9 (26,8)   | −8,2 (17,2)   | 5,2 (41,4)    |
| Средњи минимум, °C (°F)                                                              | −14,2 (6,4)   | −13,6 (7,5)   | −7,4 (18,7)   | 2,8 (37)     | 9,7 (49,5)   | 14,6 (58,3)  | 16,3 (61,3)  | 14,1 (57,4)  | 8,9 (48)     | 2,2 (36)     | −5,0 (23)     | −10,9 (12,4)  | 1,5 (34,7)    |
| Апсолутни минимум, °C (°F)                                                           | −43,0 (−45,4) | −36,9 (−34,4) | −31,4 (−24,5) | −20,9 (−5,6) | −4,9 (23,2)  | −0,4 (31,3)  | 2,0 (35,6)   | 2,3 (36,1)   | −3,4 (25,9)  | −15,7 (3,7)  | −28,1 (−18,6) | −41,3 (−42,3) | −43,0 (−45,4) |
| Количина падавина, mm (in)                                                           | 46 (18,1)     | 35 (13,8)     | 33 (13)       | 39 (15,4)    | 32 (12,6)    | 58 (22,8)    | 64 (25,2)    | 52 (20,5)    | 45 (17,7)    | 52 (20,5)    | 54 (21,3)     | 51 (20,1)     | 561 (220,9)   |
| Извор: „Климат Самары”. Погода и климат (на језику: руски). Приступљено 11. 1. 2010. |               |               |               |              |              |              |              |              |              |              |               |               |               |

## Историја

### Совјетски период
Током Другог светског рата, Кујбишев је био одабран као привремени главни град Совјетског Савеза ако Немци заузму Москву. У октобру 1941. Комунистичка партија Совјетског Савеза и владине установе, дипломатске мисије страних држава, водеће културне установе и њихово особље су били евакуисани у град. Склониште за Стаљина саграђено, али није никада коришћено. Да би се обележила улога града као главног града током рата специјална парада поводом годишњице Октобарске револуције је одржана у граду на Кујбишевовом тргу 7. новембра 1941. и од 2011. се обележава војном парадом коју организује градска влада.

## Становништво
Према прелиминарним подацима са пописа, у граду је 2010. живело 1.164.896 становника, 7.016 (0,61%) више него 2002. Од 1. јануара 2017. године град је био рангиран на 9 месту од 1112 градова у Руској Федерацији по популацији.
| 1939.   | 1959.   | 1970.     | 1979.     | 1989.     | 2002.     | 2010.     |
| ------- | ------- | --------- | --------- | --------- | --------- | --------- |
| 390.488 | 806.356 | 1.044.849 | 1.216.233 | 1.254.460 | 1.157,880 | 1.164.896 |

## Привреда
Самара је водећи индустријски центар у региону Волге и један је међу првих десет руских градова по питању националног дохотка и обима индустријске производње. Самара је позната по производњи ваздухопловних лансирних возила, сателита и различитих свемирских услуга (Развојни државни истраживачки и производни ракетни свемирски центар), мотора (Кузњецов дизајн биро) и каблова, авиона (Авиакор) и ваљаног алуминијума, електране блок-модула; рафинишући, хемијски и криогени производи; гасне пумпе; лежајеви различитих величина, бургије за бушење; аутоматизована електрична опрема; опрема аеродрома (постројење за стартовање); дизалице на камионима; Грађевински материјали; чоколаде које производи руска фабрика чоколаде; прерада хране и лаки индустријски производе.

### Саобраћај
Самара је један од главних транспортних центара у регији. Међународни аеродром Курумоч руководи летовима широм Русије и Централне Азије и до Франкфурта, Прага, Хелсинкија и Дубаија.
Постоје железничке везе са Москвом и другим већим руским градовима. Нова зграда железничке станице необичног изгледа завршена је 2001. године. Самара је главна речна лука. Налази се на аутопуту М5, главном путу између Москве и Уралског региона.
Јавни превоз обухвата метро, трамвајске, комуналне и приватне аутобуске линије и тролејбусе. Локални возови превозе путнике из предграђа.

## Партнерски градови
- Стара Загора
- Штутгарт
- Копар
- Палермо
- Сент Луис